# Archie Thompson
Archibald Gerald Thompson, más conocido como Archie Thompson (Otorohanga, Nueva Zelanda, 23 de octubre de 1978), es un exfutbolista australiano nacido en Nueva Zelanda que jugaba de delantero y cuyo último club fue el Racing Murcia FC de la Regional Preferente.

## Selección nacional
Thompson ha sido internacional con la selección de fútbol de Australia desde 2001. Durante las eliminatorias a la Copa Mundial de Fútbol de 2002, se hizo famoso al romper el récord de mayor cantidad de goles anotados por un jugador en un partido oficial, marcando 13 tantos en la goleada de Australia contra Samoa Americana 31 a 0 superando el récord anterior de Sophus Nielsen, jugando para Dinamarca, quien le hizo 10 tantos a Francia A en los Juegos Olímpicos de Londres 1908.

### Estadísticas
| Selección       | Temporada       | Amistosos | Amistosos | Amistosos | Oceanía | Oceanía | Oceanía | Copa Confederaciones | Copa Confederaciones | Copa Confederaciones | Mundial | Mundial | Mundial | Total | Total | Total  | Media Goleadora |
| Selección       | Temporada       | Part.     | Goles     | Asist.    | Part.   | Goles   | Asist.  | Part.                | Goles                | Asist.               | Part.   | Goles   | Asist.  | Part. | Goles | Asist. | Media Goleadora |
| --------------- | --------------- | --------- | --------- | --------- | ------- | ------- | ------- | -------------------- | -------------------- | -------------------- | ------- | ------- | ------- | ----- | ----- | ------ | --------------- |
| Australia       | 2001            | -         | -         | -         | 4       | 16      | 0       | 2                    | 0                    | 0                    | -       | -       | -       | 6     | 16    | 0      | 2.67            |
| Australia       | 2005            | 2         | 1         | 0         | 3       | 1       | 0       | 2                    | 0                    | 0                    | -       | -       | -       | 7     | 2     | 0      | 0.29            |
| Australia       | 2006            | 4         | 0         | 0         | 1       | 1       | 0       | -                    | -                    | -                    | -       | -       | -       | 5     | 1     | 0      | 0.20            |
| Australia       | 2007            | 3         | 0         | 0         | 1       | 0       | 0       | -                    | -                    | -                    | -       | -       | -       | 4     | 0     | 0      | 0.00            |
| Australia       | 2008            | -         | -         | -         | 1       | 0       | 0       | -                    | -                    | -                    | -       | -       | -       | 1     | 0     | 0      | 0.00            |
| Australia       | 2009            | -         | -         | -         | 2       | 0       | '       | -                    | -                    | -                    | -       | -       | -       | 2     | 0     | 0      | 0.00            |
| Australia       | 2011            | 1         | 0         | 0         | -       | -       | -       | -                    | -                    | -                    | -       | -       | -       | 1     | 0     | 0      | 0.00            |
| Australia       | 2012            | 4         | 1         | 0         | 8       | 6       | 0       | -                    | -                    | -                    | -       | -       | -       | 12    | 7     | 0      | 0.58            |
| Australia       | 2013            | 1         | 0         | 0         | 7       | 1       | 1       | -                    | -                    | -                    | -       | -       | -       | 8     | 1     | 1      | 0.00            |
| Total selección | Total selección | 15        | 2         | 0         | 27      | 25      | 1       | 4                    | 0                    | 0                    | 0       | 0       | 0       | 46    | 27    | 1      | 0.59            |

## Clubes
| Club                   | País         | Año       |
| ---------------------- | ------------ | --------- |
| Gippsland Falcons      | Australia    | 1996-1998 |
| Carlton SC             | Australia    | 1998-2000 |
| Marconi Stallions      | Australia    | 2000-2001 |
| Lierse SK              | Bélgica      | 2001-2005 |
| Melbourne Victory      | Australia    | 2005-2016 |
| PSV Eindhoven (cedido) | Países Bajos | 2006      |
| Heidelberg United      | Australia    | 2016-2017 |
| Murray United          | Australia    | 2017-2019 |
| Racing Murcia FC       | España       | 2019      |

## Palmarés

### Torneos nacionales
| Título   | Club              | País      | Año  |
| -------- | ----------------- | --------- | ---- |
| A-League | Melbourne Victory | Australia | 2007 |
| A-League | Melbourne Victory | Australia | 2009 |
| A-League | Melbourne Victory | Australia | 2015 |

### Distinciones individuales
| Distinción                                                               | Año       |
| ------------------------------------------------------------------------ | --------- |
| Cuarto máximo goleador histórico de la A-League (90 goles)               | 2019-Act. |
| Décimo jugador con más partidos disputados en la A-League (224 partidos) | 2015-Act. |